# Ersticktes Matt
Ersticktes Matt (Stickmatt) ist ein Begriff aus dem Schachspiel. Damit bezeichnet man eine Situation, in der ein König dem Schachgebot eines Springers nicht ausweichen kann, weil er vollständig von eigenen (oder auch nicht schlagbaren gegnerischen) Figuren umgeben ist. Wenn dieser Springer nicht geschlagen werden kann, ist der König schachmatt. Er ist gewissermaßen in seiner beengten Umgebung erstickt.
Das erstickte Matt kommt hin und wieder als Wendung oder als Drohung in Turnierpartien vor. Seit dem 15. Jahrhundert ist es auch ein beliebtes Motiv in der Schachkomposition. Klassische bekannte Studien aus dieser Zeit stammen von Lucena und Damiano.
Nachfolgend angeführtes typisches Beispiel für ein ersticktes Matt zeigt das Zusammenspiel von Springer und Dame. Letztere opfert sich am Schluss, um dem schwarzen König den Weg zu versperren und dem Springer das Mattsetzen zu ermöglichen. Es handelt sich um ein Hinlenkungsopfer: Der schwarze Turm wird auf das Feld g8 gelenkt, um das letzte Fluchtfeld des Königs zu blockieren.

## Beispiele
|   | a | b | c | d | e | f | g | h |   |
| 8 |   |   |   |   |   |   |   |   | 8 |
| 7 |   |   |   |   |   |   |   |   | 7 |
| 6 |   |   |   |   |   |   |   |   | 6 |
| 5 |   |   |   |   |   |   |   |   | 5 |
| 4 |   |   |   |   |   |   |   |   | 4 |
| 3 |   |   |   |   |   |   |   |   | 3 |
| 2 |   |   |   |   |   |   |   |   | 2 |
| 1 |   |   |   |   |   |   |   |   | 1 |
|   | a | b | c | d | e | f | g | h |   |

|   | a | b | c | d | e | f | g | h |   |
| 8 |   |   |   |   |   |   |   |   | 8 |
| 7 |   |   |   |   |   |   |   |   | 7 |
| 6 |   |   |   |   |   |   |   |   | 6 |
| 5 |   |   |   |   |   |   |   |   | 5 |
| 4 |   |   |   |   |   |   |   |   | 4 |
| 3 |   |   |   |   |   |   |   |   | 3 |
| 2 |   |   |   |   |   |   |   |   | 2 |
| 1 |   |   |   |   |   |   |   |   | 1 |
|   | a | b | c | d | e | f | g | h |   |

1. Dd1–d5+ Kg8–h8 (falls Kg8–f8, so Dd5–f7#)
2. Se5–f7+ (zwingt den schwarzen König auf ein ungünstiges Feld, da Weiß danach ein Abzugschach ermöglicht wird.) Kh8–g8
3. Sf7–h6++ (ein Doppelschach) Kg8–h8
4. Dd5–g8+ (Die Dame opfert sich, um Schwarz zu zwingen, das letzte freie Feld für seinen König zu verstellen. (Motiv Hinlenkung)) Te8xg8 (Der König kann nicht schlagen, weil die Dame vom Springer gedeckt ist.)
5. Sh6–f7#
Das Motiv kann auch in der Brettmitte auftauchen, allerdings wären dort acht Felder durch Steine zu verstellen. Der Schweizer Schachkomponist Luigi Bühler zeigt, wie man Felder durch Blockieren der Figuren verstellen kann.
Ein weiteres Beispiel aus der Praxis findet man in der Partie des Jahrhunderts D. Byrne – R. Fischer in der Anmerkung zum 17. Zug.